# Refuge Vallot
Das Refuge Vallot (deutsch Vallot-Hütte) ist eine Biwakschachtel der Sektion Saint-Gervais des Club Alpin Français. Für Alpinisten im Mont-Blanc-Massiv an der Nordseite des Mont Blanc auf einer Höhe von 4362 m. Es befindet sich auf dem Gebiet der Gemeinde Saint-Gervais-les-Bains im Département Haute-Savoie in der Region Auvergne-Rhône-Alpes in Frankreich. 
Das Refuge Vallot dient Personen, die sich auf dem Weg zum oder, was weitaus häufiger der Fall ist, auf dem Abstieg vom Mont-Blanc-Gipfel befinden, im Notfall zur Übernachtung. Es wurde 1938 erbaut und 2006 vollständig renoviert. Unmittelbar neben der Notunterkunft befindet sich ein kleines Observatorium, welches heute vom Centre national de la recherche scientifique betrieben wird. 

## Ausstattung
Das Refuge Vallot ist eine unbewartete und unbeheizte Notunterkunft. Wenn im Notfall eine Kontaktaufnahme mit der Außenwelt erforderlich sein sollte, kann auf ein Funkfeuer zurückgegriffen werden. Das ursprünglich für zwölf Personen konzipierte Refuge wird oft von bedeutend mehr Personen aufgesucht, da die Gegend um das Mont-Blanc-Massiv immer mehr Anklang zum Bergsteigen und Klettern findet.

## Zustieg
Der Zustieg zum Refuge Vallot dauert 2 h 30 vom Refuge du Goûter aus und 7 h 30 vom Nid d'Aigle, der Bergstation des Tramway du Mont-Blanc.

## Geschichte
Die Idee zur Errichtung einer Schutzhütte unterhalb des Mont-Blanc-Gipfels geht auf den französischen Privatgelehrten und Astronomen Joseph Vallot zurück, der im Jahr 1887 mit seinen Bergführern drei Nächte in einem Zelt auf dem Mont-Blanc-Gipfel verbrachte. Im Anschluss daran handelte er mit der Gemeinde Chamonix-Mont-Blanc und lokalen Bergführern einen Vertrag aus, um dort eine Hütte bauen zu können: auf dem Bossesgrat, 450 Meter unterhalb des Gipfels, auf 4520 m Höhe. Im Jahr 1890 transportierten über 100 Träger in acht Tagen das notwendige Material auf den Berg, um eine Hütte von fünf mal drei Metern mit zwei Räumen zu bauen, welche zum einen als Observatorium und zum andern als Schutzraum dienten. Dort übernachtete auch der spätere Papst Pius XI., als er den Gipfel des Mont Blancs bestieg. Ein Jahr nach dem Bau der ersten Vallot-Hütte wurde der Wissenschaftler Jules Janssen mit dem Bau eines ersten  staatlichen Observatoriums auf dem Mont Blanc selber zu errichten beauftragt, das aber 1907 (seinem Todesjahr) bereits zerfiel.
Das erste Observatorium bei der alten Vallot-Hütte hingegen wurde in der Folge mehrfach erweitert und neugebaut. Später wurde es äußerst komfortabel eingerichtet und wies auch einen chinesischen Salon auf. 1923 verkaufte Vallot das Observatorium der Assan-Dina-Stiftung, benannt nach dem Ingenieur und Mäzen Assan Farid Dina (1871–1928), einem auf Mauritius geborenen Halbpakistaner. Dieser war seit 1914 mit der Amerikanerin Mary Wallace (1876–1938) verheiratet, die mit ihm zusammen das in der Nähe von Genf, auf dem Mont Salève gelegene Schloss des Avenières zu einem Schlosshotel ausgebaut hatte, von wo aus sich ein spektakulärer Blick auf den Mont Blanc bot.
Die alte Vallot-Hütte wurde 1938 endgültig durch das heutige Refuge Vallot ersetzt.

Observatorium des Mont Blanc im Jahr 1890, nach einem Foto von M. J. Vallot.
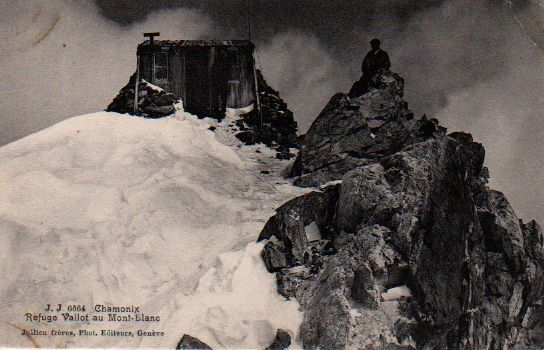
Postkarte, die das Refuge Vallot darstellt.
Die Vallot Sternwarte.
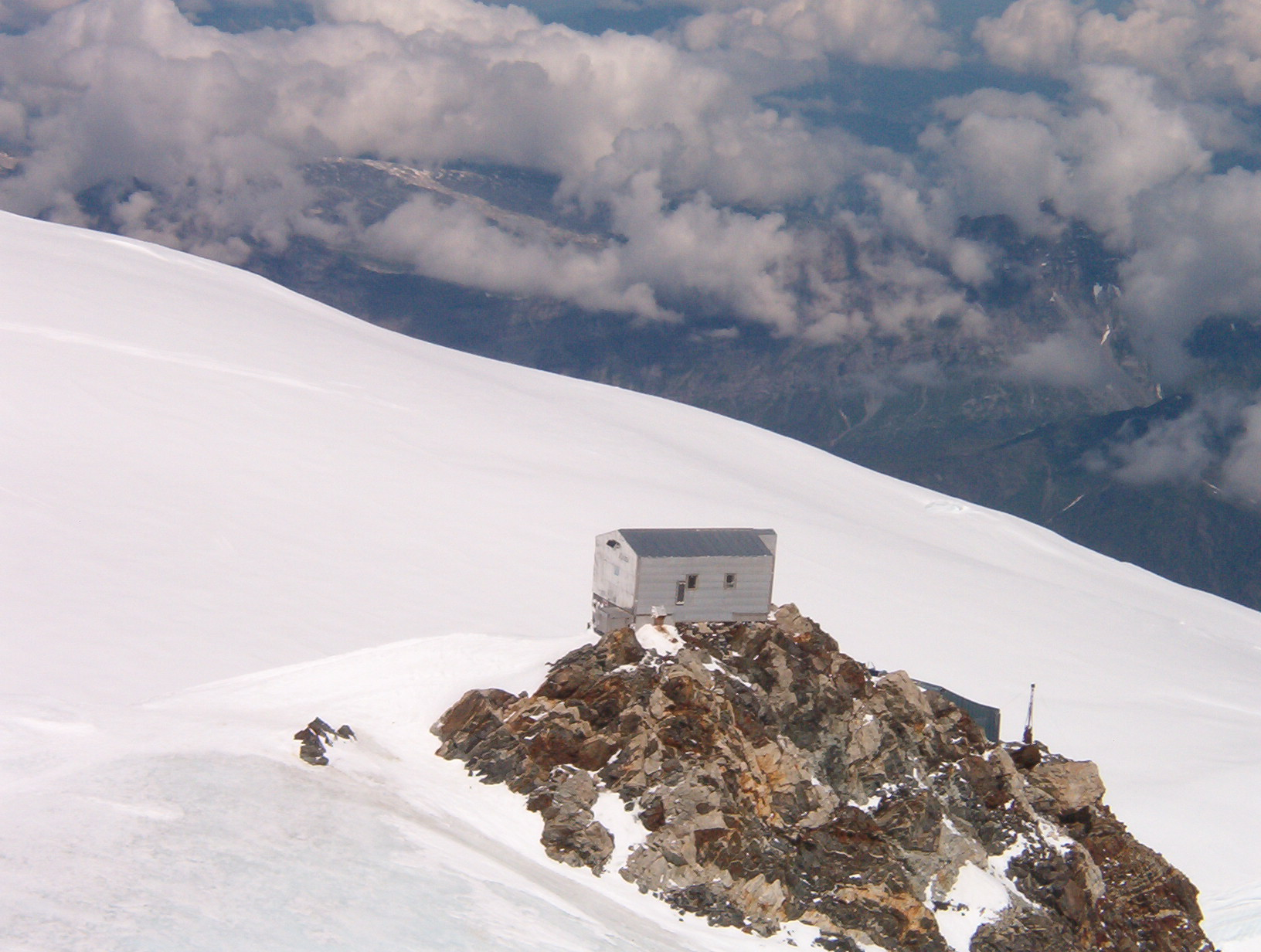
Die aktuelle Schutzhütte.